# Philonotis elongata
Philonotis elongata är en bladmossart som beskrevs av H. Crum och Steere 1956. Philonotis elongata ingår i släktet källmossor, och familjen Bartramiaceae. Inga underarter finns listade i Catalogue of Life.